# 제니 벡
제니 벡(Jenny Beck, 1974년 8월 3일 ~ )은 미국의 배우, 텔레비전 배우, 영화배우이다.
로스앤젤레스에서 태어났다.

## 영화
- 파라다이스 (1988년)
- 트롤 (1986년)
- 연쇄 살인 (1984년)
- 브이 - TV 시리즈 (1984년)
- 후커와 로마노 (1982년)
- 내일은 태양 (1981년)